# Bjergskov
 Ikke at forveksle med Bjergskov Overdrev.
| Bjergskove |

Bjergskove er naturligt nok skove der vokser i bjerge, men udtrykket bruges normalt om skove på bjerge i områder med mildt eller varmt klima. I områder med et koldere klima, som f.eks. Norge eller Sverige, er der nemlig ikke så stor forskel på hvilke arter der vokser i lavlandet og hvilke der vokser i bjergene. På et bjerg som Kilimanjaro i Afrika derimod vil man på vej op af bjerget møde næsten alle klimazoner fra det tropiske til det alpine.

## Zoner
Vegetationen på et bjerg inddeles traditionelt i en række zoner eller vegetationsbælter, som naturligvis ikke er skarpt adskilte.
- Submontan: Nerderst på bjerget findes den såkaldt submontane zone, hvor klimaet grundlæggende er det samme som i det omgivende lavland. Dog kan jordbunden være forskellig, således at vegetationen alligevel er forskellig.
- Montan: I den montane zone (som underinddeles i lav-, mellem- og højmontan) finder man typisk bjergskove, med mindre man er på ret nordlige breddegrader. Her er temperaturen lavere end i lavlandet, og regnmængden kan også være anderledes – både større og mindre. I meget tørre områder kan dette ofte afspejle sig en en lavmontan zone der er lige så tør, eller endog mere tør end lavlandet. Samtidig kan den mellem/højmontane zone have højere nedbør. I andre tilfælde kan de underinddelingen af den montane zone næppe fornemmes.
- Subalpin: Den subalpine zone markerer overgangen mellem den oftest træbevoksede montane zone og den oftest træfrie alpine zone. I den subalpine zone forekommer som regel buske iblandet spredt trævækst. Træer og buske der forekommer i den subalpine zone kan ofte genfindes i den højmontane zone hvor de vokser sammen med andre slags træer.

## Bjergskove i tempereret klima
Bjergskove i tempereret klima er typisk tempereret nåleskov, tempereret løvfældende skov eller en blanding af disse. Sådanne skove minder således en del om de skove vi kender fra Nordeuropa. Sådanne skove forekommer i Europa i Alperne, Karpaterne, Kaukasus samt en række mindre bjergkæder. I resten af verden findes sådanne skove i USA (f.eks. Sierra Nevada, Klamath-Siskiyou og Appalacherne), det sydvestlige Sydamerika, New Zealand og Himalaya. Selvom disse skove på mange måder minder om vores hjemlige skove er de typisk mere frodige og langt mere artsrige. Skovene på Sierra Nevada er f.eks. kendt for Mammuttræ, verdens største træ og skovene på Appalacherne er berømte for deres efterårsfarver.

## Bjergskove i middelhavsklima
Bjergskove i middelhavsklima er præget af tørt miljø og varmt klima. Skovene er ofte blandede løv- og nåleskove, men der er kun en lille variation af nåletræer – almindeligst er arter af Fyr og Ene. Løvtræerne har en større artsvariation og er oftest stedsegrønne. Stedsegrønne arter af Eg forekommer ofte. Kendte arter fra Europa er f.eks. Pinje, Kork-Eg og Ægte Laurbær. Sådanne skove forekommer i Middelhavsområdet i både Europa, Levanten og Nordafrika – i de 2 sidstnævnte områder er også arter af Cedertræ velrepræsenterede. Desuden forekommer sådanne skove bl.a i store områder af Mexico samt Iran, Pakistan og Afghanistan. Se også Mediterrane skove, skovområder og krat.

## Regnskov på bjerge i tropisk klima
I troperne forekommer en lang række forskellige skovtyper på bjergene fra de lavest til de højeste områder:
- Nederst på bjerget, måske op til 400m højde, er der ingen grundlæggende forskel på skoven på bjerget og i lavlandet omkring bjerget
- Herefter kommer et skovbælte der også benævnes regnskov, men med en vis artsvariation i forhold til den nederste zone. En væsentlig forskel er at her kan forekomme visse nåletræer, mens nåletræer aldrig forekommer i tropisk regnskov i lavlandet.
- Endelig kommer et bælte med såkaldt "Tågeskov" – se herunder

## Tågeskov på bjerge i tropisk klima
Tågeskov er ligesom den tropiske regnskov præget af meget høj luftfugtighed. Men hvor den tropiske regnskov i lavlandet er underlagt en døgncyklus af nedbør og fordampning, så er temperaturen i tågeskoven sådan at luftens fugtighed holder sig lige ved fortætningspunktet (lidt lige som vand på 0 grader kan bestå af både vand og is). Lavere temperatur og lavere fugtighed i jorden giver en langsommere omsætning af dødt materiale, så på denne måde minder tågeskoven mere om de andre bjergskove end om den tropiske regnskov. Klimaet er dog mildt og der er ikke nattefrost. Der er heller ingen årlige klimavariation, mens der kan forekomme regn- og tørkesæsoner. Tågeskove udgør derfor en helt særlig biotop med stor diversitet af arter der kun forekommer i tågeskove.